# Бастардный кегль

Нормальные шрифты (1, 2) и бастардные шрифты (3, 4)

Бастардный кегль (от нем. bastard «побочный, смешанный, помесь») — кегль литер или строк с очком меньшего или большего кегля, например: очко кегля 8 пт, отлитое на ножку кегля 10 пт, или очко кегля 16 пт, отлитое на ножку кегля 12 пт. Согласно пункту 2.4 ГОСТ 3489.1-71 такой шрифт обозначается через дробь: в знаменателе указывается кегль отливки, а в числителе — кегль очка (в указанных примерах — 8/10 и 16/12). При металлическом наборе бастардный кегль можно получить при отливке литер со шпонами[уточнить], при компьютерном — изменением интерлиньяжа либо вставкой в строку, набранную одним кеглем фрагмента другого кегля.